# Moltzow
Moltzow è un comune del Meclemburgo-Pomerania Anteriore, in Germania.
Appartiene al circondario della Terra dei Laghi del Meclemburgo ed è parte della comunità amministrativa (Amt) di Seenlandschaft Waren.

## Storia
Il 1º gennaio 2013 al comune di Moltzow venne aggregato il comune di Schwinkendorf.